# Ruben Amorim
Ruben Filipe Marques Amorim (phát âm tiếng Bồ Đào Nha: [ˈʁubɛn ɐmuˈɾĩ], sinh ngày 27 tháng 1 năm 1985) là một huấn luyện viên và cựu cầu thủ bóng đá chuyên nghiệp người Bồ Đào Nha. Ông hiện đang là huấn luyện viên trưởng của câu lạc bộ bóng đá  Manchester United ở giải Ngoại hạng Anh.
Khi còn là cầu thủ bóng đá, Amorim chủ yếu chơi ở vị trí tiền vệ, mặc dù ông cũng có thể chơi ở vị trí hậu vệ phải hoặc tiền vệ cánh. Ông đã dành phần lớn sự nghiệp cầu thủ chuyên nghiệp của mình cho Belenenses và Benfica. Ông ký hợp đồng với Benfica vào năm 2008 và giành được mười danh hiệu lớn với câu lạc bộ, bao gồm ba danh hiệu vô địch quốc gia, một danh hiệu Taça de Portugal, năm danh hiệu Taça da Liga và một danh hiệu Supertaça Cândido de Oliveira. Bên cạnh đó, ông đã khoác áo đội tuyển quốc gia Bồ Đào Nha 14 lần và đại diện đội tại hai kỳ FIFA World Cup.
Sau khi giải nghệ vào năm 2017, Amorim bắt đầu sự nghiệp huấn luyện viên của mình tại Casa Pia vào năm 2018. Ông từ chức tại Casa Pia vào năm 2018 trong bối cảnh tranh chấp với Liên đoàn bóng đá Bồ Đào Nha (FPF). Sau đó, ông được bổ nhiệm làm huấn luyện viên trưởng tại Braga B, trước khi phụ trách đội một vào tháng 12 năm 2019. Năm 2020, ông giành chức vô địch Taça da Liga với Braga.
Vào tháng 3 năm 2020, Amorim được bổ nhiệm làm huấn luyện viên trưởng của Sporting CP với mức chuyển nhượng quản lý trị giá 10 triệu euro, trở thành huấn luyện viên đắt giá thứ năm từ trước đến nay. Ông đã dẫn dắt câu lạc bộ giành cú đúp danh hiệu Taça da Liga và Primeira Liga, chấm dứt cơn hạn hán danh hiệu vô địch quốc gia kéo dài 19 năm. Những thành tích này đã giúp ông giành được giải thưởng Huấn luyện viên xuất sắc nhất năm của Primeira Liga cho mùa giải 2020–21. Sau đó, ông đã dẫn dắt họ giành chức vô địch Primeira Liga trong mùa giải 2023–24.

## Sự nghiệp câu lạc bộ

### Belenenses
Sinh ra ở Lisboa, Amorim ra mắt tại Primeira Liga vào ngày 14 tháng 12 năm 2003 khi chơi một phút cho câu lạc bộ quê nhà Belenenses trong chiến thắng 2–0 trên sân nhà trước Alverca. Kể từ mùa giải 2005–06 trở đi, ông trở thành cầu thủ đá chính thường xuyên.
Trong mùa giải 2007–08, Amorim ra sân ở 28 trong số 29 lần ra sân tại giải đấu (trung bình 2,491 phút thi đấu) và giúp đội bóng của mình giành vị trí thứ tám chung cuộc.

### Benfica
Vào cuối tháng 4 năm 2008, Amorim đã ký hợp đồng bốn năm với Benfica sau khi hợp đồng của ông với Belenenses hết hạn. Trong mùa giải đầu tiên, ông là cầu thủ đá chính thường xuyên. Ông ghi bàn thắng đầu tiên cho Benfica vào ngày 23 tháng 11 trong chiến thắng 2–0 trên sân khách trước Académica de Coimbra.
Amorim ít xuất hiện hơn trong mùa giải 2009–10 vì phải cạnh tranh với những tân binh Javi García và Ramires, nhưng ông vẫn nổi bật với 24 trận với mười lần ra sân ngay từ đầu, khi đội giành chức vô địch giải vô địch quốc gia và Cúp Liên đoàn sau 5 năm. Trong mùa giải 2010–11, ông lại được huấn luyện viên Jorge Jesus sử dụng thường xuyên hơn. Tuy nhiên, vào ngày 19 tháng 1 năm 2011, ông đã phải ngồi ngoài vài tháng sau khi trải qua ca phẫu thuật ở cả hai đầu gối.
Vào đầu tháng 10 năm 2011, khi đang làm nhiệm vụ với đội tuyển quốc gia, Amorim đã chỉ trích sở thích của Jesus khi Benfica đã chơi hầu hết các trận đấu mà không có một cầu thủ người Bồ Đào Nha nào. Ngày càng chán ghét hoàn cảnh của mình, ông đã từ chối tập luyện với các cầu thủ dự bị sau khi khởi động trong vài phút nhưng không được sử dụng sau một trận đấu với Rio Ave. Tiếp theo đó, ông đã phải chịu các thủ tục kỷ luật của câu lạc bộ.
Vào mùa giải 2013–14, Amorim trở lại Estádio da Luz và chơi 37 trận trên mọi đấu trường, giúp câu lạc bộ của mình giành cú ăn ba nội địa vô tiền khoáng hậu ở giải đấu khi Benfica giành chức vô địch Primeira Liga, Taça de Portugal và Taça da Liga. Vào đầu mùa giải tiếp theo, ông đã chơi trọn vẹn 120 phút để giúp đội của mình đánh bại Rio Ave tại Supertaça Cândido de Oliveira, qua đó giúp đội giành được bốn danh hiệu vào năm 2014. Tuy nhiên, vào ngày 24 tháng 8, ông đã bị thương nặng khi chơi trên sân cỏ nhân tạo tại Boavista khiến ông bị chấn thương dây chằng chéo trước. Ông đã phải ngồi ngoài cho đến ngày 11 tháng 2 năm 2015, khi ông vào sân thay người trong trận thắng 3–0 trên sân nhà của Vitória de Setúbal ở vòng bán kết Taça da Liga.

#### Cho mượn tại Braga
Vào ngày 30 tháng 1 năm 2012, ông đã được cho mượn đến Braga cho đến tháng 6 năm sau.

#### Cho mượn tại Al Wakrah
Vào ngày 14 tháng 8 năm 2015, Amorim gia nhập Al Wakrah tại Qatar Stars League theo một hợp đồng kéo dài cả mùa giải. Vào ngày 4 tháng 4 năm 2017, ông đã chấm dứt hợp đồng với Benfica sau hơn một năm không hoạt động thể thao và giải nghệ.

## Sự nghiệp quốc tế

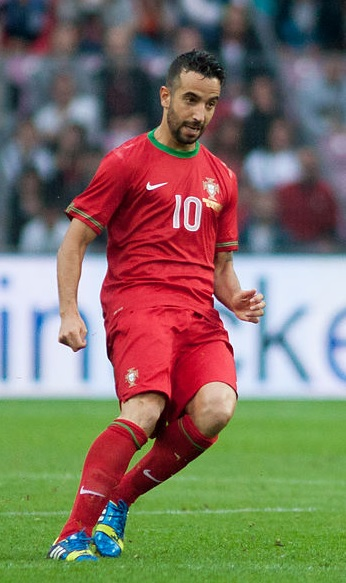
Amorim chơi cho Bồ Đào Nha trong trận gặp Croatia vào ngày 10 tháng 6 năm 2013

Amorim đã từng tham gia Giải vô địch bóng đá U-21 châu Âu 2007 tại Hà Lan với đội tuyển U-21 Bồ Đào Nha, khi đội tuyển quốc gia cuối cùng đã mất suất tham dự chung cuộc cho Thế vận hội mùa hè năm sau vào tay U-21 Ý. Vào ngày 10 tháng 5 năm 2010, ông đã được nêu tên trong danh sách dự bị gồm sáu cầu thủ mặc dù không có tên trong danh sách 23 cầu thủ của đội tuyển quốc gia tham dự Giải vô địch bóng đá thế giới 2010. Vào ngày 8 tháng 6, ông đã thay thế Nani sau khi cầu thủ của Manchester United bị chấn thương xương đòn khiến Nani đã không thể tham dự World Cup ở Nam Phi. Amorim đã chơi trận ra mắt đội tuyển quốc gia vào ngày 15 tháng 6 khi được tung vào sân thay thế Raul Meireles và chơi năm phút cuối cùng của trận hòa 0–0 mở màn vòng bảng của Bồ Đào Nha với Bờ Biển Ngà.
Amorim cũng được tân huấn luyện viên đội tuyển quốc gia Paulo Bento lựa chọn cho World Cup 2014. Ông chơi trọn vẹn 90 phút trong trận ra mắt giải đấu, trong trận đấu vòng bảng cuối cùng, trận chiến thắng 2–1 trước Ghana vào ngày 26 tháng 6. Thế nhưng, ông phải chứng kiến đội mình bị loại vì hiệu số bàn thắng thua.

## Sự nghiệp huấn luyện viên

### Khởi đầu sự nghiệp
Ngay sau khi giã từ sự nghiệp cầu thủ, Amorim đã gia nhập Hiệp hội bóng đá Lisboa để lấy bằng huấn luyện viên. Ngoài ra, ông đã tham gia khóa học đào tạo sau đại học về giáo dục tâm lý vận động và thực tập một tuần dưới sự dẫn dắt của huấn luyện viên Manchester United José Mourinho.
Amorim bắt đầu làm việc dưới vai trò huấn luyện viên vào mùa giải 2018–19 cho đội bóng đang thi đấu ở giải hạng 3 Bồ Đào Nha là Casa Pia. Amorim đã trải qua thất bại trong hai trận đấu đầu tiên và đã tuyên bố rằng nếu thua trận thứ ba, ông sẽ từ bỏ sự nghiệp huấn luyện viên. Trong trận đấu tiếp theo, Amorim đã thay đổi hệ thống thi đấu của đội và lần đầu tiên thi đấu với sơ đồ ba trung vệ. Với sơ đồ chiến thuật này, Casa Pia bắt đầu chuỗi trận bất bại. Amorim cho rằng mình đã tìm thấy đội hình cho phép ông tạo ra thứ bóng đá mà mình mong muốn. Vào tháng 1 năm 2019, Casa Pia đã bị trừ sáu điểm và Amorim bị đình chỉ mọi hoạt động trong một năm sau khi bị ban tổ chức cho rằng ông đã dẫn dắt đội bóng thi đấu mà không có trình độ huấn luyện chuyên nghiệp. Mặc dù lệnh cấm đã được xóa bỏ ngay sau đó, Amorim đã đệ đơn đơn từ chức của mình sau đó.
Vào ngày 20 tháng 5 năm 2019, Amorim ban đầu đồng ý gia nhập câu lạc bộ Benfica với tư cách là huấn luyện viên đội trẻ U-23. Tuy nhiên, một tháng sau, sau một cuộc họp tại câu lạc bộ, ông đã thay đổi quyết định và không dẫn dắt U-23 Benfica.

### Braga
Giữa tháng 9 năm 2019, Amorim được bổ nhiệm vào đội dự bị của Braga ở giải hạng ba, dẫn dắt đội thắng bảy trong số tám trận đấu. Ba tháng sau đó, huấn luyện viên trưởng đội một, Ricardo Sá Pinto bị sa thải và Amorim được bổ nhiệm vào vị trí huấn luyện viên trưởng đội một Braga theo hợp đồng hai năm rưỡi khi đội đang đứng thứ tám trong giải đấu tại thời điểm bổ nhiệm.  Trong trận đấu đầu tiên của mình phụ trách vào ngày 4 tháng 1, Amorim đã dẫn dắt đội thắnghủy diệt B SAD 7-1, và ba tuần sau đó giành chiến thắng trong trận chung kết cúp liên đoàn quốc nội trước Porto với bàn thắng vào phút cuối của Ricardo Horta, và đây danh hiệu đầu tiên của Braga sau bốn năm.
Ở Primeira Liga, ngày 15 tháng 2, Amorim dẫn dắt Braga có chiến thắng đầu tiên trước [[Benfica sau 65 năm, với bàn thắng duy nhất của João Palhinha. Đội mất điểm đầu tiên trong giải đấu, sau khi Braga hòa 2-2 trên sân nhà trước Gil Vicente. Trong thời gian này, Braga đã giành được mười chiến thắng sau 13 trận, và đứng thứ ba trong giải đấu, chỉ thua hai trận ở vòng 16 đội UEFA Europa League 2019-20 trước Rangers, 3-2 trên sân khách ở lượt đi vào ngày 20 tháng 2 và 1-0 ở lượt về trên sân nhà, một tuần sau đó.

### Sporting CP
Amorim được bổ nhiệm làm huấn luyện viên trưởng của Sporting CP ngày 4 tháng 3 năm 2020 sau khi câu lạc bộ sa thải Jorge Manuel Rebelo Fernandes (Silas), với một hợp đồng tới tháng 6 năm 2023. Amorim dẫn dắt Sporting CP trong phần cuối mùa giải 2019-2020, giúp câu lạc bộ đứng thứ 4 Primeira Liga và giành quyền tham gia vòng sơ loại thứ 3 UEFA Europa League mùa bóng tiếp theo.

#### Mùa bóng 2020-2021: Giúp Sporting CP giành chức vô địch đầu tiên sau 19 năm
Ngày 23 tháng 1 năm 2021, Amorim dẫn dắt Sporting CP giành League Cup trong trận chung kết trước câu lạc bộ cũ Braga, trận đấu mà cả hai huấn luyện viên của hai đội đều bị thẻ đỏ vì cãi lộn. Ngày 4 tháng 3, anh gia hạn hợp đồng thêm một năm cho tới tháng 6 năm 2024.
Ngày 11 tháng 5 năm 2021, chiến thắng trước Boavista F.C. giúp Sporting CP lập kỷ lục 32 trận bất bại, giành chức vô địch Giải bóng đá Ngoại hạng Bồ Đào Nha (Primeira Liga) với 6 cầu thủ Sporting CP được lọt vào đội hình xuất sắc của giải đấu, trong đó tiền vệ Pedro Gonçalves giành giải vua phá lưới với 23 bàn thắng. Sporting CP chỉ thua duy nhất một trận trước đại kình địch Benfica (3-4) vào ngày 11 tháng 5. Amorim được trao giải thưởng huấn luyện viên xuất sắc nhất mùa giải ở cuối mùa giải đó.

### Manchester United
Vào ngày 29 tháng 10, sau khi câu lạc bộ Manchester United tại Premier League sa thải huấn luyện viên Erik ten Hag, Sporting xác nhận rằng câu lạc bộ Anh đã sẵn sàng kích hoạt điều khoản giải phóng hợp đồng trị giá 10 triệu euro của Amorim. Sau khi dẫn dắt Sporting giành chiến thắng 3–1 trước Nacional ở tứ kết Taça da Liga, ông đã đề cập đến sự quan tâm của United.
Vào ngày 1 tháng 11, Manchester United thông báo bổ nhiệm Amorim theo hợp đồng có thời hạn đến tháng 6 năm 2027 với tùy chọn gia hạn thêm 1 năm. Ông bắt đầu nhiệm kỳ của mình tại câu lạc bộ vào ngày 11 tháng 11. Ông ra mắt trận đấu đầu tiên với Quỷ đỏ trong trận hòa 1–1 trên sân của Ipswich Town ở vòng 12 Premier League. Ông giúp đội có chiến thắng đầu tay trong trận ra mắt sân Old Trafford với tỷ số 3–2 trước Bodø/Glimt tại Europa League.

## Đời tư
Amorim sinh ngày 27 tháng 1 năm 1985 tại Lisboa, Bồ Đào Nha. Cha mẹ ông ly hôn khi ông mới một tuổi. Anh em họ của Amorim, David Simão và Bruno Simão, cũng là cầu thủ bóng đá chuyên nghiệp. Amorim có hai con. Anh kết hôn với Maria João Diogo và họ có với nhau một con trai. Đám cưới của họ diễn ra tại Palácio e Mosteiro de São Marcos (Cung điện và Tu viện Thánh Mác-cô) ở Coimbra. Maria João Diogo có bằng kỹ sư viễn thông và đã xây dựng doanh nghiệp riêng của mình trong lĩnh vực thiết kế nội thất. Cô là chị dâu của Antero Henrique, cựu giám đốc thể thao của Paris Saint-Germain, người chịu trách nhiệm cho những vụ chuyển nhượng đắt giá nhất từ trước đến nay, ví dụ điển hình như thương vụ chuyển cầu thủ bóng đá Neymar sang câu lạc bộ bóng đá Pháp với giá 222 triệu euro vào năm 2017.

## Thống kê sự nghiệp

### Câu lạc bộ
| Câu lạc bộ          | Mùa giải            | Giải vô địch        | Giải vô địch | Giải vô địch | Cúp quốc gia | Cúp quốc gia | Cúp Liên đoàn | Cúp Liên đoàn | Châu lục | Châu lục | Khác | Khác | Tổng cộng | Tổng cộng |
| Câu lạc bộ          | Mùa giải            | Hạng đấu            | Trận         | Bàn          | Trận         | Bàn          | Trận          | Bàn           | Trận     | Bàn      | Trận | Bàn  | Trận      | Bàn       |
| ------------------- | ------------------- | ------------------- | ------------ | ------------ | ------------ | ------------ | ------------- | ------------- | -------- | -------- | ---- | ---- | --------- | --------- |
| Belenenses          | 2003–04             | Primeira Liga       | 2            | 0            | 0            | 0            | 0             | 0             | 0        | 0        | –    | –    | 2         | 0         |
| Belenenses          | 2004–05             | Primeira Liga       | 17           | 0            | 0            | 0            | 0             | 0             | 0        | 0        | –    | –    | 17        | 0         |
| Belenenses          | 2005–06             | Primeira Liga       | 25           | 3            | 1            | 0            | 0             | 0             | 0        | 0        | –    | –    | 26        | 3         |
| Belenenses          | 2006–07             | Primeira Liga       | 23           | 1            | 6            | 1            | 0             | 0             | 0        | 0        | –    | –    | 29        | 2         |
| Belenenses          | 2007–08             | Primeira Liga       | 29           | 0            | 1            | 0            | 0             | 0             | 2        | 0        | –    | –    | 32        | 0         |
| Belenenses          | Tổng cộng           | Tổng cộng           | 96           | 4            | 8            | 1            | 0             | 0             | 2        | 0        | 0    | 0    | 106       | 5         |
| Benfica             | 2008–09             | Primeira Liga       | 26           | 2            | 2            | 0            | 5             | 0             | 2        | 0        | –    | –    | 35        | 2         |
| Benfica             | 2009–10             | Primeira Liga       | 24           | 3            | 2            | 0            | 2             | 1             | 10       | 0        | –    | –    | 38        | 4         |
| Benfica             | 2010–11             | Primeira Liga       | 12           | 0            | 2            | 0            | 1             | 0             | 2        | 0        | 1    | 0    | 18        | 0         |
| Benfica             | 2011–12             | Primeira Liga       | 6            | 0            | 2            | 0            | 0             | 0             | 6        | 0        | –    | –    | 14        | 0         |
| Benfica             | 2013–14             | Primeira Liga       | 17           | 0            | 6            | 0            | 5             | 0             | 9        | 0        | –    | –    | 37        | 0         |
| Benfica             | 2014–15             | Primeira Liga       | 10           | 0            | 0            | 0            | 1             | 0             | 0        | 0        | 1    | 0    | 12        | 0         |
| Benfica             | Tổng cộng           | Tổng cộng           | 95           | 5            | 14           | 0            | 14            | 1             | 29       | 0        | 2    | 0    | 154       | 6         |
| Braga (mượn)        | 2011–12             | Primeira Liga       | 8            | 0            | 0            | 0            | 0             | 0             | 2        | 0        | –    | –    | 10        | 0         |
| Braga (mượn)        | 2012–13             | Primeira Liga       | 22           | 4            | 3            | 0            | 4             | 1             | 7        | 0        | –    | –    | 36        | 5         |
| Braga (mượn)        | Tổng cộng           | Tổng cộng           | 30           | 4            | 3            | 0            | 4             | 1             | 9        | 0        | 0    | 0    | 46        | 5         |
| Al-Wakrah (mượn)    | 2015–16             | Qatar Stars League  | 14           | 2            | —            | —            | —             | —             | —        | —        | —    | —    | 14        | 2         |
| Tổng cộng sự nghiệp | Tổng cộng sự nghiệp | Tổng cộng sự nghiệp | 237          | 15           | 25           | 1            | 18            | 2             | 40       | 0        | 2    | 0    | 322       | 18        |

1. ↑  Bao gồm Taça de Portugal
2. ↑  Bao gồm Taça da Liga
3. 1 2  Số lần ra sân tại UEFA Cup
4. 1 2  Số lần ra sân tại UEFA Europa League
5. 1 2 3  Số lần ra sân tại UEFA Champions League
6. 1 2  Ra sân tại Supertaça Cândido de Oliveira
7. ↑  Hai lần ra sân tại UEFA Champions League, bảy lần ra sân tại UEFA Europa League

### Quốc tế
| Đội tuyển quốc gia | Năm       | Trận | Bàn |
| ------------------ | --------- | ---- | --- |
| Bồ Đào Nha         | 2010      | 1    | 0   |
| Bồ Đào Nha         | 2012      | 3    | 0   |
| Bồ Đào Nha         | 2013      | 6    | 0   |
| Bồ Đào Nha         | 2014      | 4    | 0   |
| Tổng cộng          | Tổng cộng | 14   | 0   |

## Thống kê sự nghiệp huấn luyện
Tính đến 29 tháng 10 năm 2024
| Đội               | Từ                   | Đến                  | Thống kê | Thống kê | Thống kê | Thống kê | Thống kê | Thống kê | Thống kê | Thống kê |
| Đội               | Từ                   | Đến                  | Trận     | T        | H        | B        | BT       | BB       | HSBT     | % thắng  |
| ----------------- | -------------------- | -------------------- | -------- | -------- | -------- | -------- | -------- | -------- | -------- | -------- |
| Casa Pia          | 1 tháng 7 năm 2018   | 7 tháng 1 năm 2019   | 4        | 3        | 0        | 1        | 17       | 3        | +14      | 075,00   |
| Braga B           | 16 tháng 9 năm 2019  | 23 tháng 12 năm 2019 | 11       | 8        | 2        | 1        | 27       | 7        | +20      | 072,73   |
| Braga             | 23 tháng 12 năm 2019 | 4 tháng 3 năm 2020   | 13       | 10       | 1        | 2        | 27       | 13       | +14      | 076,92   |
| Sporting CP       | 4 tháng 3 năm 2020   | 10 tháng 11 năm 2024 | 231      | 164      | 34       | 33       | 510      | 199      | +311     | 071,00   |
| Manchester United | 11 tháng 11 năm 2024 | nay                  | 2        | 1        | 1        | 0        | 4        | 3        | +1       | 050,00   |
| Tổng cộng         | Tổng cộng            | Tổng cộng            | 261      | 186      | 38       | 37       | 585      | 225      | +360     | 071,26   |

## Danh hiệu

### Cầu thủ

#### Benfica
- Primeira Liga: 2009–10, 2013–14, 2014–15
- Taça de Portugal: 2013–14
- Taça da Liga: 2008–09, 2009–10, 2010–11, 2013–14, 2014–15
- Siêu cúp Bồ Đào Nha: 2014
- UEFA Europa League: Á quân 2013–14[44]

#### Braga
- Taça da Liga: 2012–13

### Huấn luyện viên

#### Braga
- Taça da Liga: 2019–20

#### Sporting CP
- Primeira Liga: 2020–21,[5] 2023–24[45]
- Taça da Liga: 2020–21, 2021–22
- Siêu cúp Bồ Đào Nha: 2021

#### Cá nhân
- Huấn luyện viên xuất sắc nhất tháng của Primeira Liga: Tháng 2 năm 2021, tháng 4 năm 2021, tháng 10/tháng 11 năm 2021, tháng 9 năm 2023, tháng 12 năm 2023, tháng 1 năm 2024, tháng 3 năm 2024, tháng 8 năm 2024tháng 9/tháng 10 2024
- Huấn luyện viên xuất sắc nhất mùa giải của Primeira Liga: 2021,2024